# La Mercè
«La Mercè» (skrajšana oblika za La Mare de Déu de la Mercè ali Devica milosti) je festival (v katalonščini: ‘festa major’ oz. po slovensko ‘velika zabava’), ki poteka vsako leto na dan Svete Milosti v Barceloni v avtonomni pokrajini Kataloniji že od leta 1871, ko je bil razglašen za uradni praznik mesta. Takrat je lokalna vlada prvič organizirala širok program različnih aktivnosti, da bi proslavili dan njihove zavetnice (24. september). Več dni praznovanja (običajno 3-5 dni) vključuje procesije gegantov, to so veliki papirmaše velikani (v originalu: gegants i capgrossos), predstave Castellers (človeške piramide) in tipični ples – sardena. Festival se zaključi z velikim ognjemetom in praznovanjem po vsem mestu.
Že od leta 1871 naprej praznik uživa veliko podporo tako med domačini, kot tudi med turisti. Njegova vse večja pribljubljenost, pa je vplivala tudi na razširitev kulturno-glasbenega programa, ki ga ponuja mesto. Tako so pred nekaj leti uvedli kot del tradicije tudi vsakoletni Katalonski sejem vina, ter unikaten 'correfoc' (dobesedni prevod bi bil 'ognjeni tek'), kjer pa gre za maskiranje v hudiča in druga temačna bitja, ob čemer se prižigajo različna pirotehnična sredstva. Gre torej za neke vrste pirotehnični muzikal, ki ga sestavljajo sinhronizirani ognjemet, vodne fontane in glasba, ob vznožju gore Montjuïc.

## Zgodovina

### Legenda o Devici milosti
Legenda pravi, da se je na noč na 24. septembra 1218 Devica prikazala trem pomembnim moškim tistega časa: Kralju Jakobu I., Svetemu Petru Nolasku  in Svetemu Rajmundu Penjafortskemu. Vsem trem je naročila, da ustanovijo meniški red, ki bi bil posvečen reševanju Kristijanov, ki so jih zaprli Saraceni. To se je zgodilo v času verskih vojn. Štiri stoletja kasneje, leta 1687, je Barcelona utrpela veliko škodo zaradi kuge. Svojo usodo so položili v roke Devici milosti ('La Mare Déu de la Mercè’). Ko so premagali kugo, jo je mestni svet imenoval za zaščitnico mesta (Barcelone). Papež te odločitve ni ratificiral še dve stoletji, do leta 1869. V katalonščini beseda 'mercè' pomeni usluga, milost, usmiljenje. V Gotski četrti v Barceloni ('barrio gótico') se nahaja bazilika posvečena Devici, z njeno leseno podobo, ki jo častijo.

### Izvor vsakoletnega festivala
Po tem ko je papež Pij IX razglasil Devico Milosti za zavetnico, je Barcelona začela praznovati festival v mesecu septembru. Festival La Mercè se je pravzaprav uveljavil v svojem pomenu šele leta 1902, ko je pod pritiskom Franceska Camba festival postal zgled vsem tistim, ki so se takrat odvijali po vsej Kataloniji. Kljub temu, je skozi leta festival doživljal številne vzpone in padce. Na to je še posebej vplivala Državljanska vojna in njene posledice, med drugim diktatura Francisca Franca.

### Festival v sodobnosti
Šele po prihodu demokracije leta 1975, je festival postal popularen zahvaljujoč številnim udeležencem in organizacijam iz celega mesta. Danes festival poteka na več javnih mestih, s programom, ki se osredotoča na mediteransko kulturo. V manj kot tednu dni Barceloni uspe izpeljati ogromen program sočasnih dogodkov, med katerimi si prisiljen izbirati, kot npr. ulična umetnost, procesije na ulicah (povorka), koncerti, tradicionalni plesi...
Najbolj tradicionalne aktivnosti festivala so kot nekakšna zbirka popularne kulture iz vse Katalonije, npr. katalonski ljudski ples sardana iz Girone, človeški gradovi in hudiči iz Tarragone, plesalci, ki še dandanes ohranjajo katalonsko tradicijo. Posebnost Barcelone pa so ulične parade, ki izvirajo iz spektakularnih procesij, ki so potekale pred stoletji v čast Kristusovega telesa. Predstavljajo enega izmed najstarejših spektaklov, ki se je ohranil do danes. Dandanes se organizacija uličnih parad zanaša tako na skupine, ki predstavljajo popularno kulturo, kot na ulične umetnike. S skupnimi močmi ohranjajo gledališki duh festivala in festival kot tak.
Leta 2018 je barcelonski festival vseh festivalov potekal med 21. in 24. septembrom. Med pestrim programom niso manjkali človeški stolpi (Castellers) niti velikani, zmaji in druge zveri, ki so se predstavili v več procesijah, in sicer, 21. septembra na otvoritveni povorki imenovani 'Toc d'inici' na trgu St. Janeza in v nekoliko manj tradicionalni povorki imenovani 'Xambanga', kjer so se v nedeljo 23. septembra 2018, v slavnostnih oblekah predstavili velikani in ljudje z različnimi figurami iz papirmašeja. Prav tako je potekala tudi parada zveri in zmajev (brez ognjemeta in druge pirotehnike). V ponedeljek 24. septembra pa je bila organizirana Glavna povorka velikanov, v kateri so se velikani sprehajali po srednjeveških ulicah Barcelone.

## Aktivnosti

### Castellers
Ljudje v času festivala obujajo katalonsko tradicijo gradnje človeških gradov (castells). Ta tradicija izvira iz Taragonije (18. stoletje), ko so prvič uspešno začeli graditi tovrstne človeške gradove. Pri tem običaju po navadi sodelujejo moški, tradicionalno imenovani castellerji – ljudje, ki naredijo človeški stolp – tvorijo stolp na koncu folklornega plesa. Sčasoma skupine castellerjev začenjajo tekmovati ena proti drugi s ciljem, da naredijo najvišji in najbolj zapleten stolp. Vendar pa se je tradicija počasi ločila od svojih plesnih korenin, še vedno pa je ohranila nekatere njegove elemente, kot so orça, equilibri, valor i seny, oziroma moč, ravnotežje, pogum in zdrava pamet. Do 19. stoletja se je ta tradicija razširila po vsej Kataloniji.
Gradnja človeškega stolpa ni preprosta naloga. Vsak casteller igra v tej zgradbi posebno vlogo, da struktura ostane trdna. Pri tem je tudi zelo pomembno, kaj on ali ona nosi. Vsi castellerji nosijo črno krilo, imenovano faixa, ki zagotavlja kritično hrbtno podporo in je narejeno glede na castellerjevo vlogo pri gradnji človeškega stolpa. Na primer, tisti castellerji, ki tvorijo stolp, običajno nosijo krajše faixa, ki omogoča več gibanja, medtem ko castellerji, ki ostanejo na tleh in tvorijo osnovo za gradnjo v višini, uporabljajo širšo faixa za dodatno ledveno oporo.
Ločimo:
- 'cap de colla' – vodja ekipe, ki določa kateri izmed tekmovalcev v ekipi je pripravljen poskusiti vzpon na stolp
- 'cap de pinya' – vodja temeljev, ki odgovarja za razporeditev tekmovalcev v temeljini plasti stolpa
- 'tronc' ('deblo') – vertikalni del stolpa
- 'baix' ('baza') – vsi tekmovalci, ki stojijo na tleh in podpirajo tiste v 'deblu'. Običajno so to nizki, čokati in močni moški.
- 'segon' – tekmovalci, ki stojijo na ramenih tekmovalcev, ki tvorijo bazo; glede na število nadstropij jim sledijo: 'tercos', 'quarts', 'quints', 'sisens', 'setens' (prvi, drugi, tretji, četrti, peti, šesti in sedmi).
- 'pom de dalt' – kupola stolpa (najvišji del)

1. 'dosos' (dvojice) – nivo, ki ga tvorita dve osebi, kateri združuje aixecador
2. 'aixecador' (dvigajoči) – oseba, ki z eno nogo dela počep in tako 'zaklene' skupaj dososa.
3. 'enxaneta' (jahač) – otrok na vrhu kupole

- 'cordó' – vsaka koncentrična plast pinje

Ko otrok doseže vrh stolpa dvigne štiri prste ('aleta'), ki predstavljajo katalonsko zastavo. To pomeni, da je gradnja človeškega gradu zaključena, zato potem spleza dol. Pri plezanju mu je s čelado zagotovljenja varnost. Tudi razgradnja stolpa je izjemno zahtevna. Pri razgradnji se človeški stolp pogosto poruši.

### Sardana
Sardana je glasbeni žanr tipičen za katalonsko kulturo. Gre za ples, ki se pleše v krogu in izvira iz takoimenovane regije Emproda od koder se je v 19. stoletju razširil po vsej Kataloniji, še posebej po modernizaciji plesa, pod vodstvom Josepha Marie Venture Casasa. Moški in ženske tvorijo krog tako, da se primejo za roke in gledajo proti sredini kroga. Tako lahko zaplešejo zgodovinsko 'sardana curta', ki traja približno 5 minut, ali pa sodobno verzijo 'sardana llarga', ki traja 12-13 minut. Obstajata še dve manj poznani obliki tega plesa, to sta: 'sardana de illuiment' in 'sardana revessa'. Koraki se štejejo kot 2- ali 3- delni premiki. Smer premikanja se spreminja. Roke so položene na boke ali v nivoju ramen, odvisno od strukture koraka. Vzorec koreografije ima poskočne intervale, ki se spreminjajo skupaj z glasbo. Običajno je hkrati več krogov, ki se med seboj razlikujejo po tempu in nivoju plesnih sposobnosti oz. znanja. 
Plesalci se imenujejo 'sardinistes', profesionalni plesalci pa se organizirajo v 'colles sardintes', pri čemer colla pomeni skupino ali klub. Vsi kljubi (colles sardintes) so povezani v konfederacijo Confederació Sardinista de Catalunya. Ples se večinoma pleše le med festivali in čez vikende, običajno jih spremlja orkester ('cobla'), sestavljen iz desetih pihal in basa. Ženskam je bilo dovoljeno sodelovanje v orkestru šele v 80-tih dvajsetega stoletja. Posebnost tega plesa je, da dovoljuje ljudem, da se pridružijo v kateremkoli delu korografije, ne glede na starost in spol. Plesu se lahko pridružijo vsi, ki poznajo sardano, tako da odložijo svoj plašč in torbo v sredini kroga in se vključijo.

### Ognjemet in light show
Pomemben sestavni del festivala je tudi ognjemet ter tako imenovani light show oz. niz svetlobnih efektov, sestavljenih iz večbarvnih svetlobnih pramenov spreminjajoče se jakosti in smeri. Na trgu Svetega Janeza vsak večer se fasada mestne hiše spremeni v ogromen zaslon, na katerem projecirajo light show, ki očara vse generacije. Prav tako vsako leto organizirajo ognjemet, ki se ga da najlepše videti z obale, kjer si lahko obiskovalci ogledajo številne stojnice s hrano in raznoraznimi drugimi izdelki. Največji izmed ognjemetov je vedno ob zaključku festivala. Takrat priredijo tudi poseben spektakel na Čarobni fontani, kjer bobneča glasba tekmuje s poki ognjemeta v zraku.